# RATP Dev
RATP Dev, raccourci de RATP Développement, est une filiale à 100 % du groupe RATP créée en 2002, avec comme objectif le développement des activités du groupe sur les marchés d'exploitation et de maintenance de réseaux de transport urbain et interurbain en dehors du réseau « historique » de la RATP en région parisienne.
RATP Dev est actuellement présent dans 17 pays, à savoir en France, Afrique du Sud, Arabie saoudite, Australie, Belgique, au Canada, en région administrative spéciale de Hong Kong en Chine, Égypte, aux États-Unis, en Italie, au Maroc, aux Philippines, au Qatar, au Royaume-Uni, en Serbie, à Singapour et en Suisse.
Depuis la création de RATP Cap Île-de-France en 2021, RATP Dev ne gère, en principe, plus d'activités au sein de la région Île-de-France, mais plusieurs exceptions persistent.

## Histoire
RATP Dev est créé en 2002 dans le cadre de l’ouverture de la concurrence sur le marché francilien et afin de développer des marchés à l’international. 
Ses activités restent modestes jusqu'en 2011 quand, avec la fusion entre les groupes Veolia Transport et Transdev, la RATP sort du capital de Transdev en échange d’un transfert d’actifs. Ainsi, RATP Dev reprend officiellement quinze filiales issues de Transdev et Veolia Transport, incluant des activités emblématiques comme par exemple des lignes de bus à Londres. Les années 2010 sont par ailleurs marquées par la mise en service de nombreux nouveaux réseaux ferroviaires (et son exploitation par la suite) dans des géographies variées comme par exemple des métros à Alger, Mumbai, São Paulo et Séoul, des tramways à Florence et Casablanca, ou encore le réseau Gautrain.
La très forte croissance de RATP Dev pendant les années 2010 est également soutenue par des acquisitions externes incluant par exemple Tootbus London (en) (anciennement The Original Tour) à Londres en septembre 2014, des opérations d'autobus et d'autocars aux États-Unis, ou encore le métro léger de Manchester (ce dernier pourtant perdu en appel d'offres seulement quelques années plus tard). En juin 2015, RATP Dev prend le contrôle exclusif de L'OpenTour Paris (aujourd'hui Tootbus Paris) alors qu’il détenait déjà 51% du capital. RATP Dev créée en janvier 2016 Extrapolitan, une alliance internationale de sightseeing.
En 2021, les activités de RATP Dev en région Île-de-France sont intégrées dans RATP Cap Île-de-France, une nouvelle filiale du groupe RATP, afin de regrouper tous les contrats avec la même autorité organisatrice Île-de-France Mobilités en dehors des activités sous monopole (c'est-à-dire le réseau « historique » de la RATP tel que le métro de Paris, par exemple). RATP Dev se concentre, depuis, sur les marchés extérieurs à la région Île-de-France, tant en France qu'à l'étranger ; néanmoins, l'entreprise conserve quelques activités en Île-de-France, notamment Orlyval et les contrats d'exploitation-maintenance pour le CDG Express et la ligne 15 du métro parisien.
Le 16 juin 2021, l'entreprise annonce avoir placé une commande pour 195 bus électriques pour ses opérations londoniennes qui seront livrés conjointement par Alexander Dennis et BYD, ce qui représentait à ce moment-là plus grande commande de bus électriques jamais réalisée au Royaume-Uni.
En 2023, RATP Dev quitte définitivement l'Algérie à la suite de la cession de l'ensemble de ses intérêts dans les tramways algériens à un groupe public algérien. Depuis 2012 et en croissant au rythme des ouvertures de réseau progressives, RATP Dev a géré jusqu'à sept réseaux de tramways à Alger, Oran, Constantine, Sidi Bel Abbès, Ouargla, et Sétif, marquant ainsi sur plus d'une décennie le fort développement de ce mode de transport dans le pays. De 2011 à 2020, RATP Dev était également responsable de l'exploitation-maintenance du métro d'Alger.

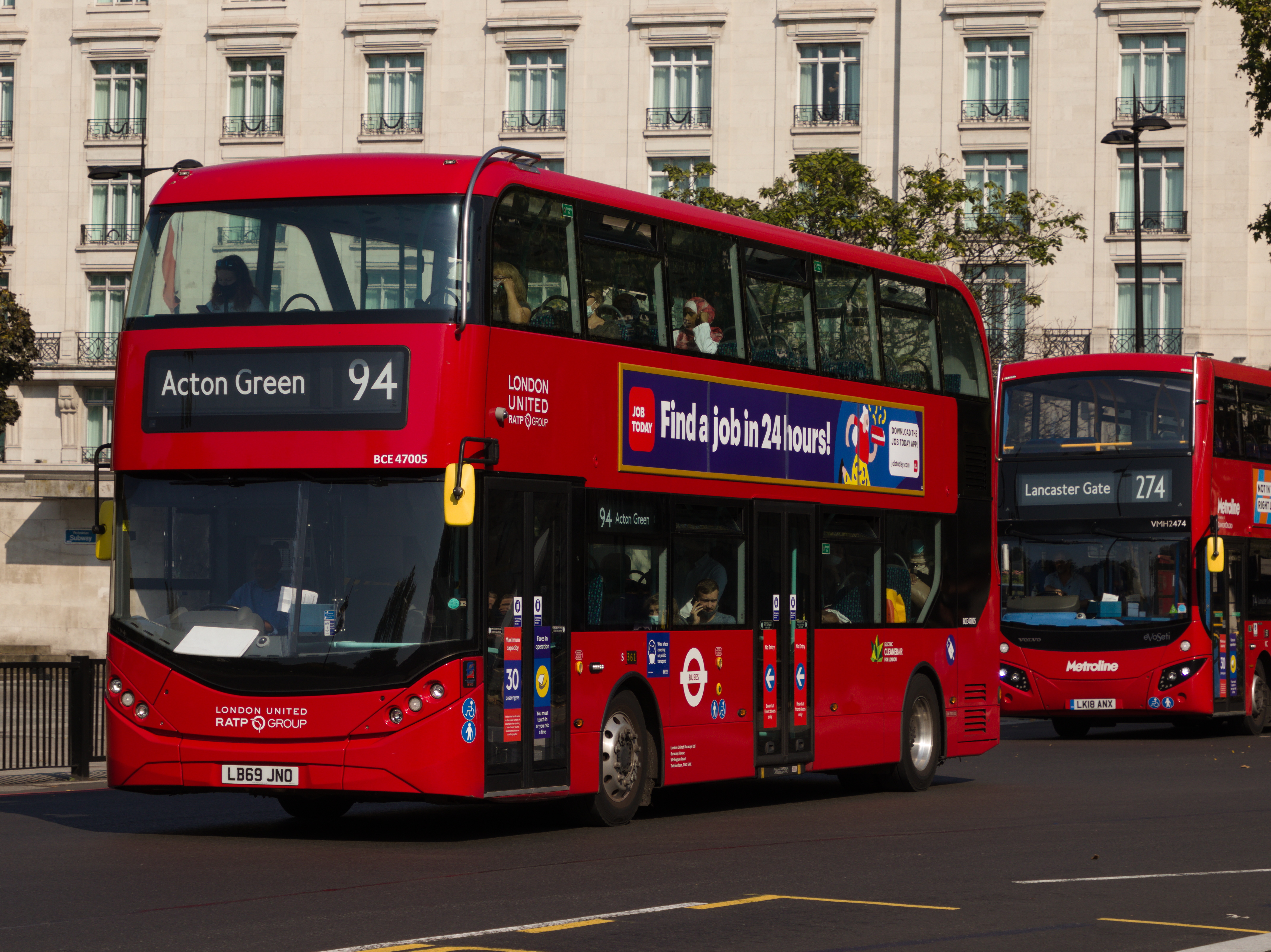
L'exploitation de bus à Londres a marqué l'histoire de l'entreprise de 2011 à 2025, comme illustre ce bus à impériale électrique sur la ligne de bus 94 au logo RATP.

En décembre 2024, RATP Dev annonce la signature d’un accord avec First Group
pour la vente de ses activités londoniennes (hors Tootbus London) « pour concentrer ses ressources sur sa stratégie de rail urbain, notamment sur les projets de métro automatique et de rail régional capacitaire, ainsi que sur les marchés où l'entreprise dispose d'une présence multimodale significative ». La transaction est effective fin février 2025. 
Le portefeuille de lignes de bus gérées pour le compte de Transport for London constituait la quasi totalité des activités de RATP Dev au Royaume-Uni; il était initialement constitué des trois filiales London United Busways (en), Quality Line (en) (acquis en avril 2012 en tant que Epsom Coaches) et London Sovereign (en) (acquis en avril 2014),. Quality Line et le dépôt d'Epsom avaient été fermés en 2021,. La vente marque un tournant majeur pour RATP Dev, les activités londoniennes au moment de la transactions sont très conséquentes et comptent 1000 autobus répartis sur 83 lignes et 10 dépôts, plus de 3700 employés, environ 180 millions de passagers par an, et un chiffre d'affaires dépassant 300 millions d'euros.
Au 1er janvier 2025, RATP Dev a repris, pour une durée d'au moins 10 ans, l'exploitation-maintenance des modes lourds transports en commun lyonnais, une nouvelle étape majeure dans son développement, en particulier sa présence en France en dehors de l'Île-de-France. Le contrat de RATP Dev avec SYTRAL Mobilités, gagné contre l'un de ses principaux concurrents Keolis, comprend le métro, le tramway, la liaison aéroportuaire Rhônexpress le funiculaire et la future navette fluviale Navigône sur la Saône.

## Activités

### Train
- Gautrain, train régional express dans la province du Gauteng reliant Johannesbourg, Pretoria et l'aéroport OR Tambo (depuis 2010)[20] ;
- « La Ferroviaria Italiana », deux lignes ferroviaires régionales en Toscane (participation minoritaire)[21] ;
- Liaison ferroviaire entre Le Caire et la nouvelle capitale administrative (depuis 2022)[22],[23] ;
- Futur CDG Express, train express entre Paris-Est et l'aéroport de Paris-Charles-de-Gaulle (dans le cadre du groupement Hello Paris avec Keolis)[24],[25].

### Métro, tramway et téléphérique urbain
- Lignes 1 et 2 du métro de Riyad (contrat atttribué en 2018, en service commercial depuis 2024)[26],[27],[28] ;
- Sydney Metro Western Sydney Airport (en), future ligne de métro à Sydney desservant le futur Western Sydney Airport (15 ans d'exploitation-maintenance à partir de 2026)[29] ;
- Futur tramway de Québec (contrat d'opérateur amont depuis 2025)[30] ;
- Tramway de Hong Kong (depuis 2009)[31],[32],[33] ;
- Ligne 3 du métro du Caire (pour la période 2020-2035)[34],[35] ;
- Sun Link Tucson (depuis 2013, renouvelé en 2019)[36],[37] ;
- Tramway de Washington, D.C. (depuis 2016)[38] ;
- Tramway de Memphis (depuis 2021)[39] ;
- Orlyval (pour le compte de la RATP)[40] ;
- Tramway d'Angers (depuis mi-2019, renouvelé pour la période 2026-2031)[41],[42] ;
- Tramway et téléphérique de Brest (pour la période de 2019 à fin 2028)[43],[44],[45] ;
- Tramway, métro et funiculaire de Lyon, Rhônexpress (pour la période 2025-2034)[19] ;
- Tramway de Caen (depuis 2025) ;
- Future ligne 15 du métro de Paris (dans le cadre du groupement ORA avec ComfortDelGro et Alstom)[46] ;
- Tramway de Florence (depuis 2010)[47],[48] ;
- Tramway de Casablanca (depuis 2012, renouvelé fin 2017 jusqu'à fin 2029)[49] ;
- Future Jurong Region MRT line (en) du métro de Singapour (participation minoritaire, mise en service prévue en 2027)[50] ;
- Ligne 1 du métro léger de Manille (assistance technique, depuis 2014)[51] ;
- Métro de Doha et métro léger de Lusail (contrat de 20 ans via RKH Qitarat, coentreprise formée par Hamad Group (51 %) et Keolis-RATP Dev (49 %))[52] ;
- Futur Métro de Belgrade (contrat d'opérateur amont depuis 2023)[53].

### Réseaux d'autobus et de cars

#### Arabie saoudite
- Riyad : futur réseau de bus urbain (mise en place depuis 2014 d'un réseau avec une flotte d'environ 1 000 véhicules répartis sur trois dépôts, puis exploitation et maintenance pendant 10 ans, 20 % d'un groupement avec SAPTCO)[54],[55],[56].

#### États-Unis
.

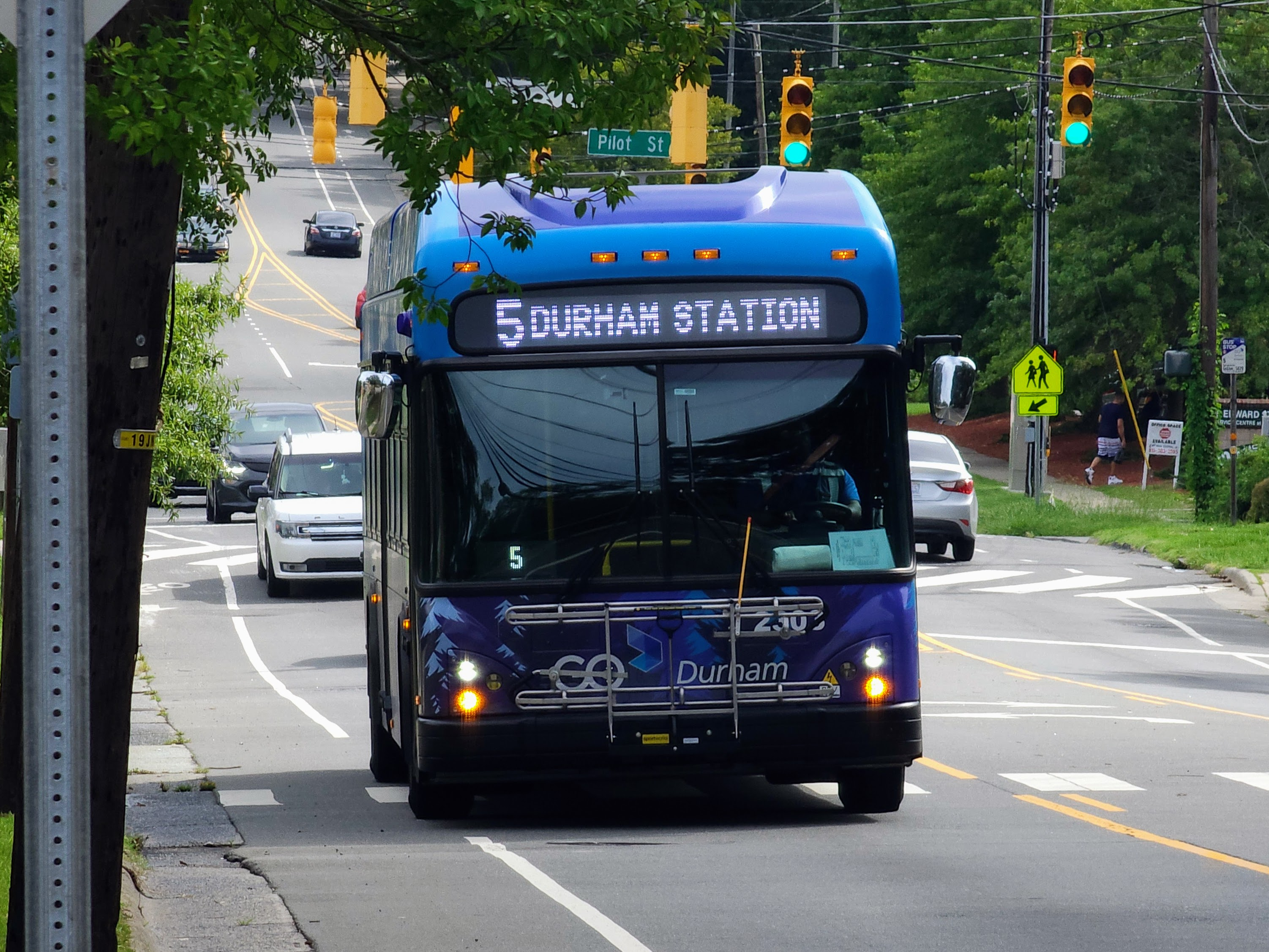
RATP Dev a de nombreux réseaux aux États-Unis, comme en Caroline du Nord.

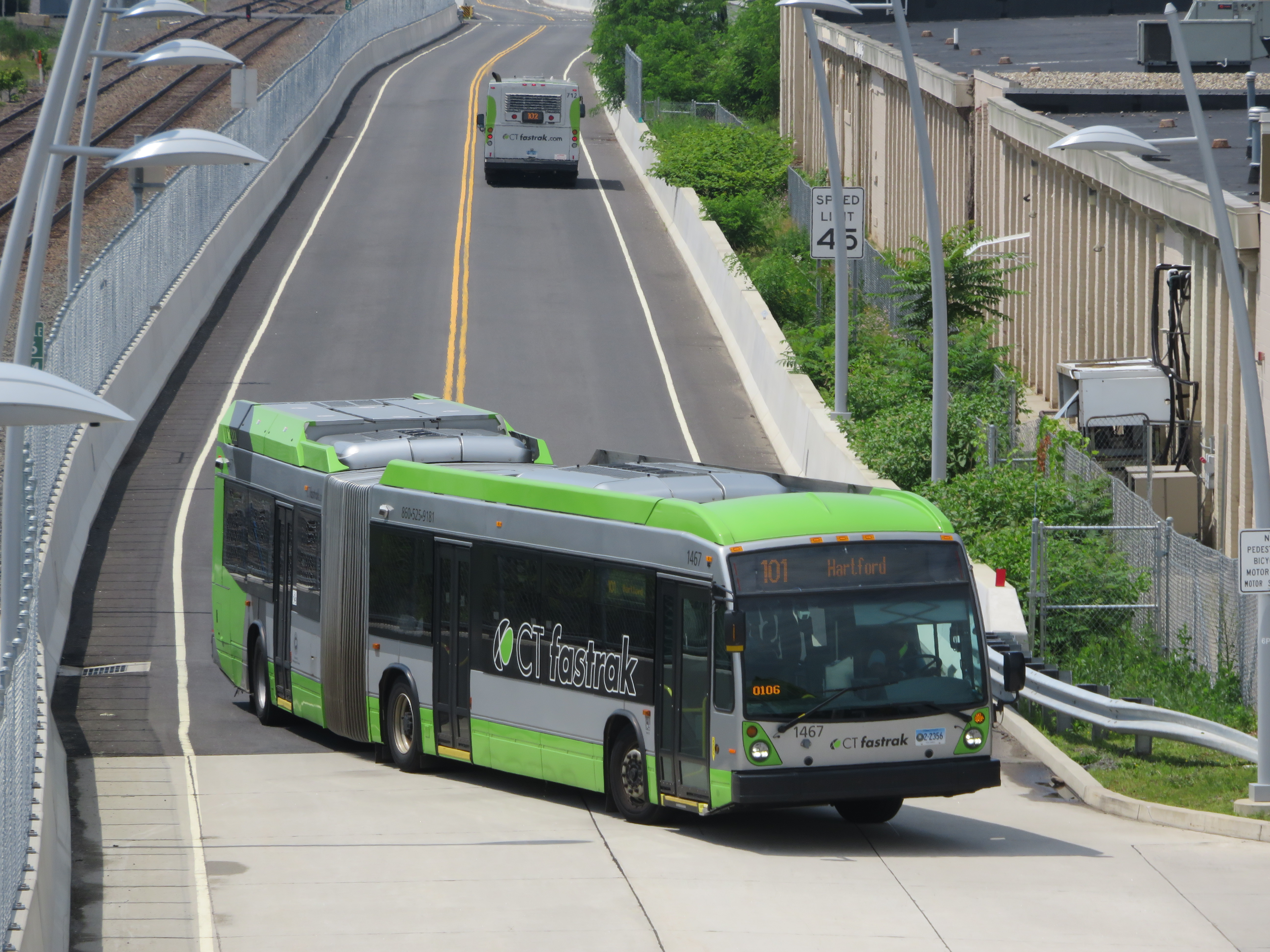
RATP Dev gère le, un système de bus à haut niveau de service dans le Connecticut.

- Arlington Entertainment Area Management District Trolley, Arlington, Texas[réf. souhaitée] ;
- Réseau Asheville Rides Transit (ART), Asheville, Caroline du Nord (depuis 2017)[57] ;
- Augusta, Géorgie (depuis 2013)[58] ;
- Bloomington, Indiana[réf. souhaitée] ;
- Bowling Green, Kentucky (depuis 2020)[59] ;
- Mountain Mobility, Comté de Buncombe, Caroline du Nord (paratransit, depuis 2011, renouvelé en 2020)[60] ;
- Camarillo Area Transit, Californie (depuis 2018)[61] ;
- Citibus, Lubbock, Texas[réf. souhaitée] ;
- Citylink, Edmond, Oklahoma (depuis 2014)[62] ;
- City of Lompoc Transit, Californie (depuis 2018)[61] ;
- City of Ocala SunTran, Comté de Marion, Floride[63] ;
- COMET, aire métropolitaine de Columbia, en Caroline du Sud (depuis 2020)[64] ;
- Divisions Hartford, New Haven et Stamford de CTtransit (en), Connecticut (contrat de gestion depuis 2023)[65] ;
- GoDurham (en), Durham, Caroline du Nord (depuis 2023) ;
- GoRaleigh (en) et GoRaleigh Access, Raleigh, Caroline du Nord (depuis 2023)[66] ;
- Greensboro Transit Authority (en), Greensboro, Caroline du Nord (depuis 2022)[67] ;
- IndyGo, Indianapolis, Indiana (paratransit seulement, depuis 2021)[68],[69] ;
- LakeXpress, Comté de Lake, Floride (7 lignes et 54 véhicules, contrat de gestion depuis 2017)[70] ;
- Lextran Wheels Paratransit, Lexington, Kentucky (depuis 2022)[71] ;
- Memphis Area Transit Authority (MATA), Memphis, Tennessee (depuis 2021)[39] ;
- Needles Area Transit, Needles, Californie[réf. souhaitée] ;
- SunTran Ocala, Floride[réf. souhaitée] ;
- Santa Maria Regional Transit (en) (SMAT), Santa Maria, Californie (depuis 2018)[72] ;
- THE Bus (en), Comté de Hernando, Floride[réf. souhaitée] ;
- TheBus (en) Compté du Prince George, Maryland (depuis 2020)[73] ;
- VCTC Intercity (en), Californie (depuis 2018)[61] ;
- Visalia Transit (en), Visalia, Californie (depuis 2024) [74] ;
- Votran, Comté de Volusia, Floride, États-Unis (jusqu'en 2020, puis à nouveau depuis 2025)[30] ;
- Comté de Wake, Caroline du Nord (depuis 2023)[66] ;
- Waco Transit System, Waco, Texas[réf. souhaitée] ;
- Yuma County Area Transit (en), Yuma, Arizona (depuis 2018)[75] ;
- Winston-Salem Transit Authority, Winston-Salem, Caroline du Nord (depuis 2024)[76] ;
- Navettes du parc national de Zion, Utah (depuis 2000, renouvelé en 2020)[77].

#### France
- Agglobus à Bourges (depuis 2011, renouvelé pour la période 2017-2022, puis encore renouvelé pour la période 2023-2030)[78] ;
- ALPBUS, opérant divers services scolaires, navettes et cars touristiques ainsi que des lignes régulières incluant, entre autres, le réseau Arv'i de Cluses et des services transfrontaliers entre la France et la Suisse reliant Annecy, Thonon-les-Bains et Sallanches avec l'aéroport de Genève[79] ;
- Réseau AXO desservant l'Agglomération Creil Sud Oise (pour la période 2021-2028)[80] ;
- Réseau beeMob de Béziers Méditerranée (pour la période 2025-2028)[81],[82];
- Réseau Bibus de Brest Métropole (pour la période 2019-2027)[43],[44] ;
- Réseau Citibus desservant le Grand Narbonne (pour la période 2025-2032)[83];
- Réseau IZILO desservant l'agglomération de Lorient (depuis 2018, renouvelé pour la période 2024-2032)[84] ;
- Réseau Impulsyon de La Roche-sur-Yon (depuis 2010, renouvelé pour la période 2017-2023)[85] ;
- Irigo à Angers (depuis le 1er juillet 2019, renouvelé pour la période entre le 1er janvier 2026 et 31 décembre 2031)[41],[86];
- Kicéo à Vannes (pour la période 2017-2023)[87] ;
- L'va à Vienne (depuis 2011)[88] ;
- Le Vib à Vierzon (depuis 2011, renouvelé en 2015 pour une durée de 8 ans)[89] ;
- Libéo à Brive-la-Gaillarde (depuis le 1er septembre 2024, pour une durée de 7 ans)[90]  ;
- Marinéo à Boulogne-sur-Mer (depuis 2013, renouvelé en 2021 pour une durée de 6 ans)[91] ;
- Réseau Mistral de la Métropole Toulon Provence Méditerranée (depuis le 1er mai 2023, jusqu'en 2029)[92] ;
- Mouvéo à Épernay (depuis 2016)[93] ;
- Champagne Mobilités à Reims[94]
- Société des transports départementaux de la Marne (STDM) à Châlons-en-Champagne[95]
- Ondéa à Aix-les-Bains et ses environs (depuis 2014, renouvelé en 2021 pour une durée de 7 ans)[79],[96] ;
- Pass Thelle Bus, desservant la communauté de communes Thelloise, exploité par la Compagnie Francilienne du Transport et de la Mobilité (CFTM) depuis le 1er septembre 2021[97] ;
- RIO 4, transport interurbain et scolaire dans l'Oise (depuis 2021)[98] ;
- TAAM, TPMR d'Amiens Métropole (depuis 2021)[99] ;
- TAC à Annemasse (filiale co-détenue avec les TPG)[100] ;
- TAC à Charleville-Mézières et Sedan (depuis 2012, renouvelé pour la période 2017-2024)[101] ;
- TBK couvrant le territoire de Quimperlé Communauté (pour la période 2020-2028)[102] ;
- TUL à Laon (depuis 2016, renouvelé pour la période 2023-2029)[103],[104] ;
- TUL à Laval (pour la période 2023-2031)[105].

#### Italie
- Autolinee Toscane, lignes interurbaines par autocar en Toscane[106] ;
- Cilia Italia, dans le Latium[107] ;
- L'ensemble du réseau régional routier de Toscane comprenant 5 300 salariés, 3 000 véhicules et 90 dépôts (pour une durée de 11 ans)[108],[109] ;
- Plusieurs lignes d'autobus à Rome pour le compte d'ATAC, des navettes touristiques dans les Jardins du Vatican et les Villas Pontificales de Castel Gandolfo avec des minibus au méthane, et le transport des étudiants de l’Université Luiss[110].

#### Suisse
- HelveCié, exploitant divers services scolaires, navettes et cars touristiques dans les cantons de Fribourg, Genève, Neuchâtel et Vaud[111] ;
- Divers services en sous-traitance des TPG à Genève[79],[112] ;
- Services transfrontaliers entre la Suisse et la France reliant Annecy, Thonon-les-Bains et Sallanches avec l'aéroport de Genève[79].

### Tootbus
RATP Dev gère des circuits touristiques en bus à impériale : 
- Tootbus Paris (anciennement « Paris L'OpenTour ») ;
- Tootbus London (en) (anciennement The Original Tour, acquis en septembre 2014) ;
- Tootbus Bath (en) (anciennement Bath Bus Company) dans plusieurs villes du Royaume-Uni (Bath, Bristol et Cardiff)[113],[114] ;
- à Bruxelles, en Belgique (depuis novembre 2021 avec jusqu'à 12 véhicules électriques, dans le cadre d'une concession de huit ans attribuée par la Société des transports intercommunaux de Bruxelles (STIB))[115],[116].

### Autres
RATP Dev gère, depuis 2011, Air Decker, un service d'autobus dérégulé reliant l'aéroport de Bristol et Bath.
Depuis 2013, RATP Dev, dans le cadre d'un groupement aux côtés des TPG et Pomagalski, exploite le téléphérique du Salève, en Haute-Savoie. La fréquentation du téléphérique a progressé de 50 % depuis 2013, notamment après la mise en place de navettes depuis Annemasse et Saint-Julien-en-Genevois. Le contrat du groupement mené par RATP Dev a été renouvelé en 2019 pour douze années supplémentaires, jusqu'en 2031.
RATP Dev dispose, depuis 2018, d'un « bureau régional » dédié à la zone Asie-Pacifique à Singapour sans pour autant disposer d'une activité opérationnelle dans la cité-État. En décembre 2020, RATP Dev et SBS Transit annoncent un partenariat pour de futurs projets rail à Singapour, sans mention de cibles commerciales précises. RATP Dev et SBS Transit devraient se porter candidat pour l'exploitation-maintenance de la future ligne MRT de la région Jurong (en) et la future ligne MRT Cross Island (en).
En septembre 2020 RATP Dev annonce un partenariat avec Getlink pour répondre ensemble aux appels d'offres lancés dans le cadre de l'ouverture à la concurrence des services ferroviaires sous l'autorité des Régions françaises sous la marque Régionéo.
En février 2023, Sepulveda Transit Corridor Partners (STCP), l'une des deux équipes du secteur privé exécutant l'accord de développement de projet avec la Los Angeles County Metropolitan Transportation Authority pour le futur Sepulveda Transit Corridor, a annoncé avoir choisi RATP Dev comme son partenaire exploitation et sa maintenance.
En octobre 2024 RATP Dev et la East Japan Railway Company annoncent une association pour répondre ensemble à l'appel d'offres pour l’exploitation et la maintenance de la ligne ferroviaire North–South Commuter Railway (NSCR), aux Philippines.

## Chiffres clés
|                            | 2013                | 2014 | 2015  | 2016            | 2017 | 2018  | 2019  | 2020-2024 |
| -------------------------- | ------------------- | ---- | ----- | --------------- | ---- | ----- | ----- | --------- |
| Chiffre d'affaires (en m€) | 835[réf. souhaitée] | 914  | 1 114 | 1 100 (environ) | n.c. | 1 191 | 1 300 | n.c.      |

En 2018, 65 % du chiffre d'affaires de RATP Dev sont réalisés en dehors de la France ; le Royaume-Uni étant le premier pays à l'international.
Pour l'année 2020, le chiffre d'affaires n'a pas été communiqué formellement. Le chiffre d'affaires de janvier à juin 2021 est de 620 millions d'euros, en hausse de 7,1% comparé à la même période sur 2020. Aucun autre chiffre n'a été publiquement communiqué depuis.

## Gouvernance
RATP Dev est dirigé par un organe collégial, le directoire, présidé depuis le 1er janvier 2022 par Hiba Farès, qui succède à Laurence Batlle,,. Le directoire s'appuie sur un comité de direction de 14 membres. Le contrôle permanent de la gestion de la société est assuré par un conseil de surveillance présidé par Jean Castex, président-directeur général de la RATP. Les autres membres du conseil de surveillance sont Catherine Barbaroux, Christiane Bergevin, Daniel Chaffraix, Marie-Claude Dupuis, Jean-Yves Leclercq, Jérôme Nanty, et Agnès Ogier.
RATP Dev est organisé en cinq unités commerciales correspondant aux zones géographiques dans lesquelles elle est implantée (« Amériques/Asie-Pacifique/Afrique du Sud/Royaume-Uni », « Moyen-Orient/Afrique du Nord », « Italie », « France/Suisse » et « Sightseeing ») et comprend une direction offres et performance, une direction technique, une direction marketing, digital et innovation, une direction des ressources humaines, une direction administrative et financière, ainsi qu'un secrétariat général.
Depuis 2018, tout comme les autres entités du Groupe RATP, RATP Dev est adhérente à la charte du Forum des Entreprises Engagées, de l’ONG Transparency International France, qui rassemble les entreprises souhaitant adopter les meilleurs standards en matière de transparence et d’intégrité;

## Anciennes activités
(sélection / liste non exhaustive)
- Métro d'Alger (du 1er novembre 2011 au 31 octobre 2020)[134] ;

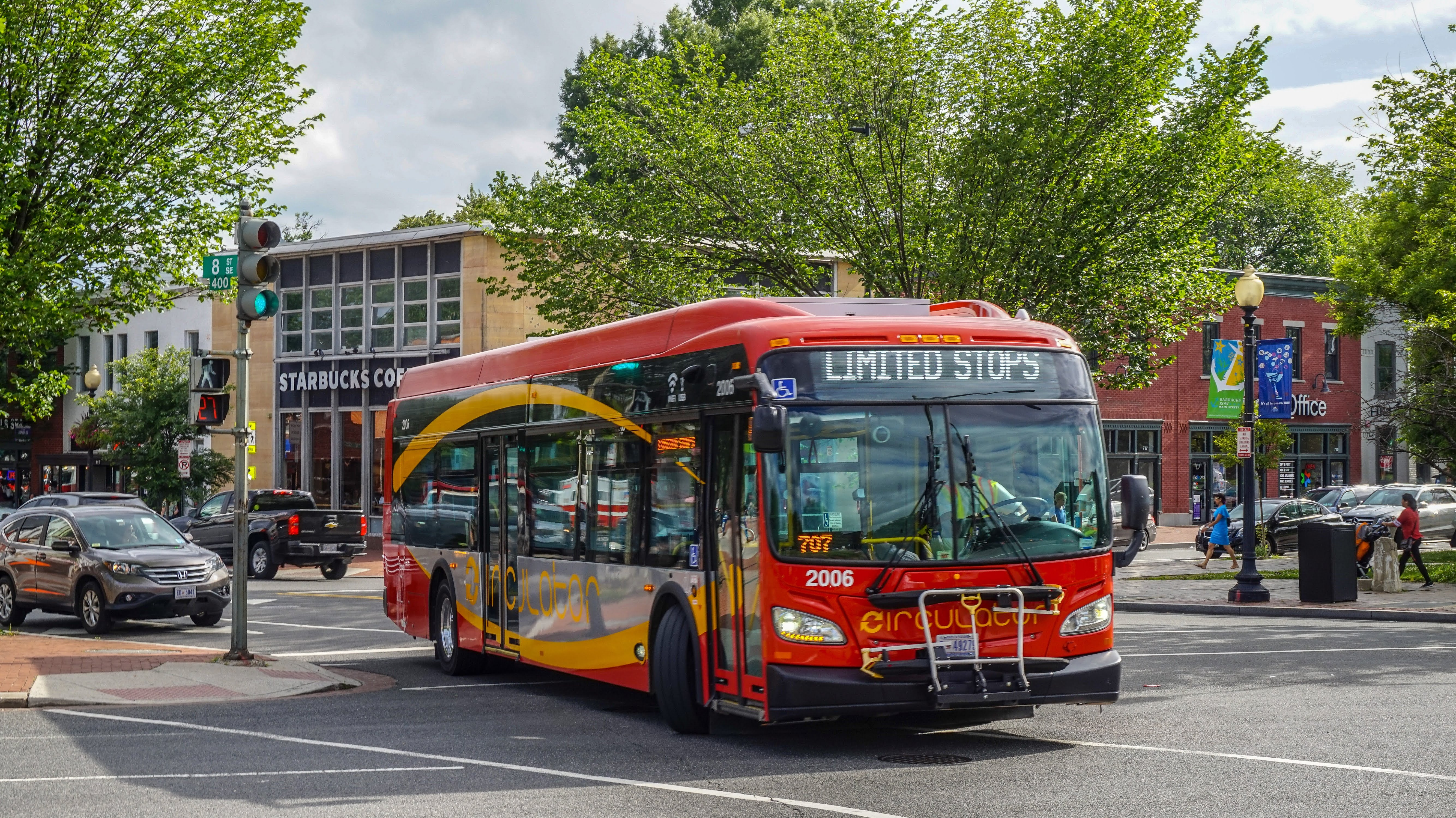
RATP Dev pilotait le réseau « » jusqu'à sa disparition fin 2024.

- L'ensemble des tramways algériens: Tramway d'Alger (2012 à 2023), tramway d'Oran (2013-2023), tramway de Constantine (2013-2023), tramway de Sidi Bel Abbès (2017-2023), tramway d'Ouargla (2018-2023), tramway de Sétif (2018-2023)[11],[135],[136],[137],[138] ;
- Ligne 4 du métro de São Paulo, Brésil (assistance technique pour la préparation de la mise en service et le début des opérations en 2010, participation dans le concessionnaire ViaQuatro à hauteur de 1 % jusqu'en 2015)[139],[140] ;
- Tramway de Rio de Janeiro, Brésil (assistance technique pour la préparation de la mise en service et le début des opérations en 2016)[141] ;
- Réseau d'autobus Anqing Zhongbei à Anqing, Chine (dans le cadre d'un groupement avec Transdev de 2008 à ?)[142],[143] ;
- Tramway de Shenyang, Chine (dans le cadre d'un groupement avec Transdev de 2013 à ?)[144],[145] ;
- Ligne 9 du métro de Séoul, Corée du Sud (dans le cadre d'un groupement avec Transdev de 2009 à 2019)[146],[142],[147] ;
- Ligne 1 du métro de Mumbai (dans le cadre d'un groupement avec Transdev de 2014 à 2019)[148],[142] ;
- Austin (Texas), États-Unis, réseau d'autobus de 79 lignes, 250 véhicules et 21 millions de passagers annuels (de 2012 à 2020, contrat non renouvelé)[149],[150] ;
- Fullington Auto Bus Company, State College (en Pennsylvanie), États-Unis (acquis en 2009 et revendu en 2017)[151] ;
- Circuit touristique en bus à impériale « OPEN LOOP » à New York, États-Unis, (de mai 2014 à 2017, vendu à Big Bus Tours)[113],[152] ;
- « Mountain Metropolitan Transit (en) » à Colorado Springs, Colorado, États-Unis (jusqu'à début 2023)[153] ;
- Réseau « DC Circulator (en) » de Washington, D.C., États-Unis (de 2018 à fin 2024)[154] ;
- Réseau Aléo de Moulins, France (de 2012 à 2019)[155],[156] ;
- STI Allier et STI Nièvre, France (vendu à Prêt à Partir en 2018)[157] ;
- Réseau Malo Agglo Transports (MAT) à Saint-Malo (de 2019 à 2024)[158],[159] ;
- Réseau Transvilles de Valenciennes, France, comprenant le tramway de Valenciennes (de 2015 à fin 2022)[160],[161] ;
- Métro léger de Manchester, Royaume-Uni (entre août 2011 et juillet 2017, contrat non renouvelé)[162],[163] ;
- Autocars Selwyns (92 véhicules basés à Manchester, Runcorn et St Helens, acquis en 2013 et revendu en 2020)[164],[165] ;
- « Slide », un service de transport en minibus partagé (microtransit (en)) pour les trajets domicile - travail à Bristol, dans le sud-ouest de l'Angleterre (de juillet 2016 à décembre 2018, en partenariat avec la start-up française Padam)[166],[167],[168] ;
- « Slide Ealing » à Londres (de novembre 2019 à mi-2020, en coopération avec MOIA)[169] ;
- « Yellow Buses (en) » à Bournemouth, Royaume-Uni (autobus dérégulé, de 2011 à juillet 2019)[170],[171].